# Sønderjylland i dag og i morgen
Sønderjylland i dag og i morgen er en dansk dokumentarfilm fra 1955, der er instrueret af Albert Mertz efter manuskript af ham selv og Erik Ole Olsen.

## Handling
Filmen viser, at Sønderjylland i 1955 er en driftig landsdel, der rummer mange erhvervsmuligheder, et levende stykke land, der kalder på inspiration og initiativ, også fra det øvrige Danmark. Filmen viser forskellige erhverv: landbrug og slagteri, gårde i marsken, handel med stude, myremalm brydes, beplantning af hedearealer og auktion over grøntsager, færgen over Egernsund, Højer havn og sluse, dæmning til Rømø, teglværk, en tæppefabrik, et elværk, Danfoss i Nordborg og grænsestationen ved Kruså.